# Флорида Флейм
Флорида Флейм (англ. Florida Flame) — команда Лиги развития НБА, базировавшаяся в городе Форт-Майерс (штат Флорида, США). Выступала в Д-Лиге с сезона 2001/2002 по сезон 2005/2006. «Флейм» объявили о временном прекращении деятельности в сезоне 2006/2007 из-за отсутствия домашней арены для игр. Команда сохранила формальное членство в лиге в надежде найти арену в следующем сезоне. Когда этого не произошло, «Флейм» тихо свернули свою деятельность в конце 2007 года.

## История франшизы
«Норт-Чарлстон Лоугейторс» начали играть в Национальная баскетбольная лига развития в сезоне 2001/2002. Алекс Инглиш был тренером команды в первом сезоне. Осенью 2003 года команда была переименована в «Чарлстон Лоугейторс». Осенью 2004 года «Чарлстон Лоугейторс» переехали в Форт-Майерс и стали называться «Флорида Флейм». В сентябре 2005 года НБА объявила, что в предстоящем сезоне «Флейм» будет сотрудничать с «Бостон Селтикс», «Майами Хит», «Миннесота Тимбервулвз» и «Орландо Мэджик».

## Статистика сезонов
| Сезон                    | Регулярный сезон | Регулярный сезон | Регулярный сезон | Регулярный сезон | Плей-офф                                                                        |
| Сезон                    | Место            | В                | П                | В%               | Плей-офф                                                                        |
| ------------------------ | ---------------- | ---------------- | ---------------- | ---------------- | ------------------------------------------------------------------------------- |
| Норт-Чарлстон Лоугейторс |                  |                  |                  |                  |                                                                                 |
| 2001/2002                | 1-е              | 36               | 20               | 64,3%            | Победа в полуфинале (Мобил Ревелерс) 2–1 Поражение в финале (Гринвилл Грув) 2–0 |
| 2002/2003                | 2-е              | 26               | 24               | 52,0%            | Поражение в полуфинале (Мобил Ревелерс) 2–0                                     |
| Чарлстон Лоугейторс      |                  |                  |                  |                  |                                                                                 |
| 2003/2004                | 2-е              | 27               | 19               | 58,7%            | Поражение в полуфинале (Хантсвилл Флайт) 108–100                                |
| Флорида Флейм            |                  |                  |                  |                  |                                                                                 |
| 2004/2005                | 6-е              | 17               | 31               | 35,4%            |                                                                                 |
| 2005/2006                | 3-е              | 25               | 23               | 52,1%            | Поражение в полуфинале (Альбукерке Тандербёрдс) 80–71                           |
| Регулярный сезон         | Регулярный сезон | 131              | 117              | 52,8%            |                                                                                 |
| Плей-офф                 | Плей-офф         | 2                | 6                | 25,0%            |                                                                                 |

## Связь с клубами НБА
- Бостон Селтикс (2005–2006)
- Майами Хит (2005–2006)
- Миннесота Тимбервулвз (2005–2006)
- Орландо Мэджик (2005–2006)